# Veselinovac
Veselinovac (Servisch: Веселиновац) is een plaats in de Servische gemeente Valjevo. De plaats telt 240 inwoners (2002).

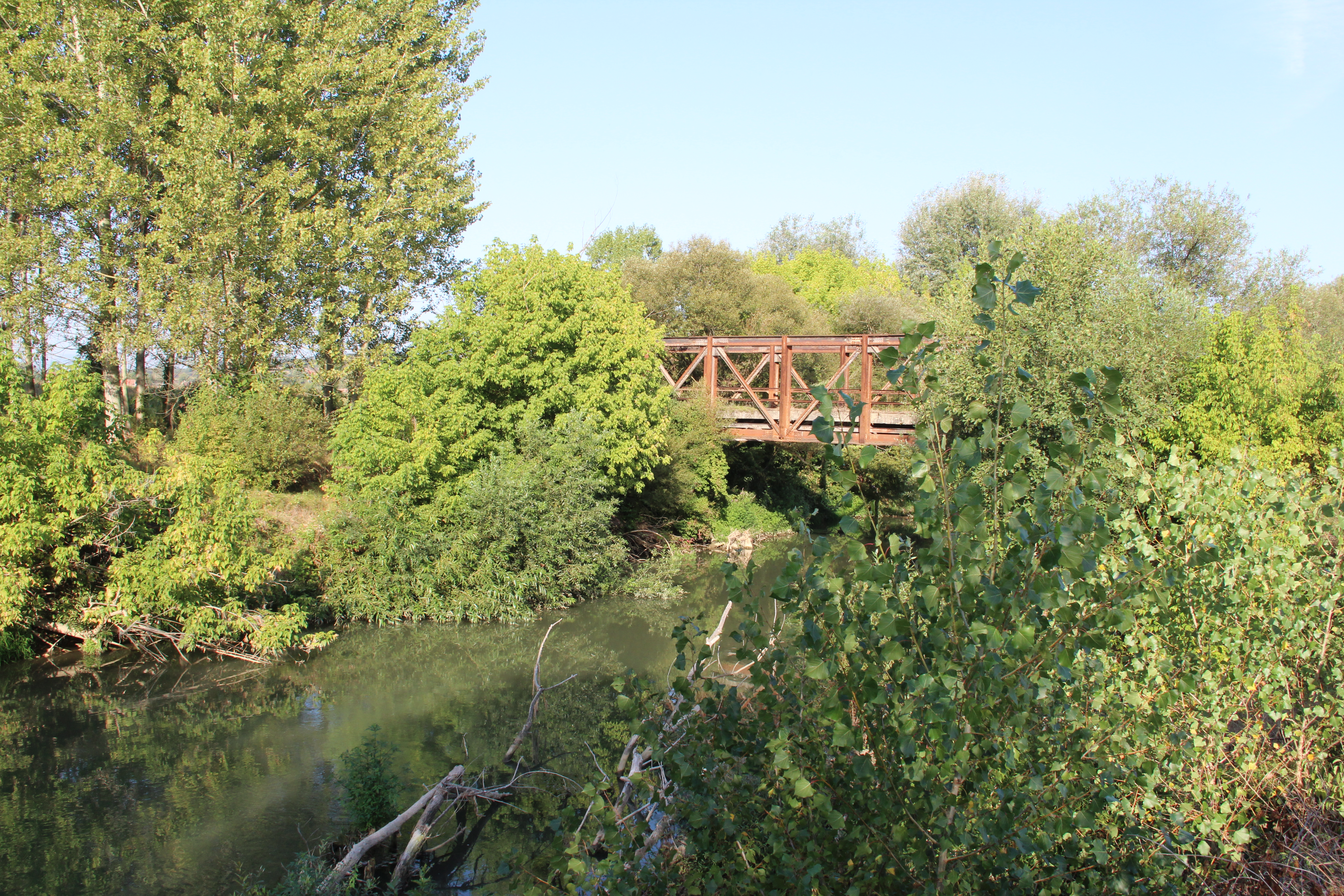
Veselinovac - Brug over de rivier Kolubara
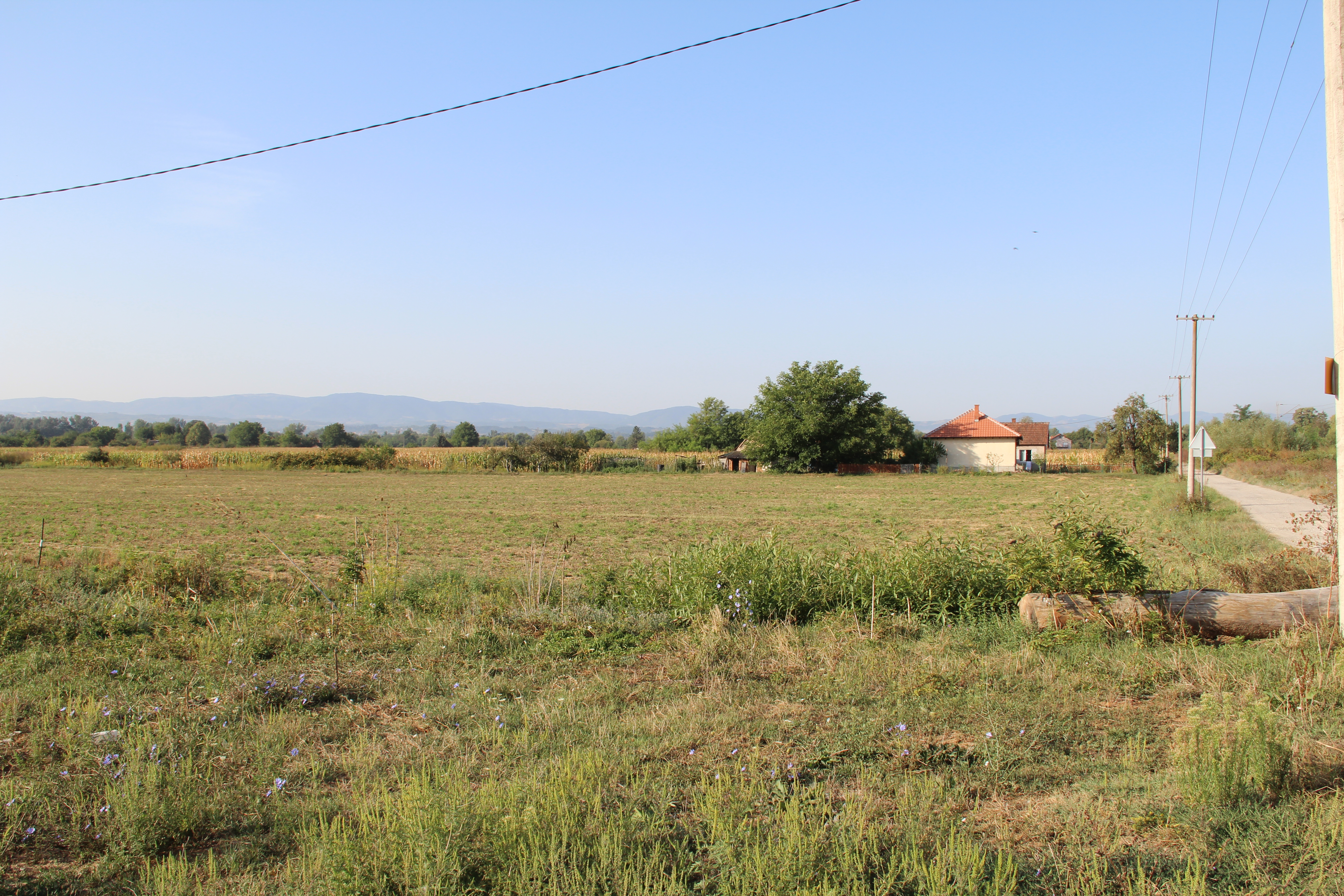
Veselinovac - Panorama
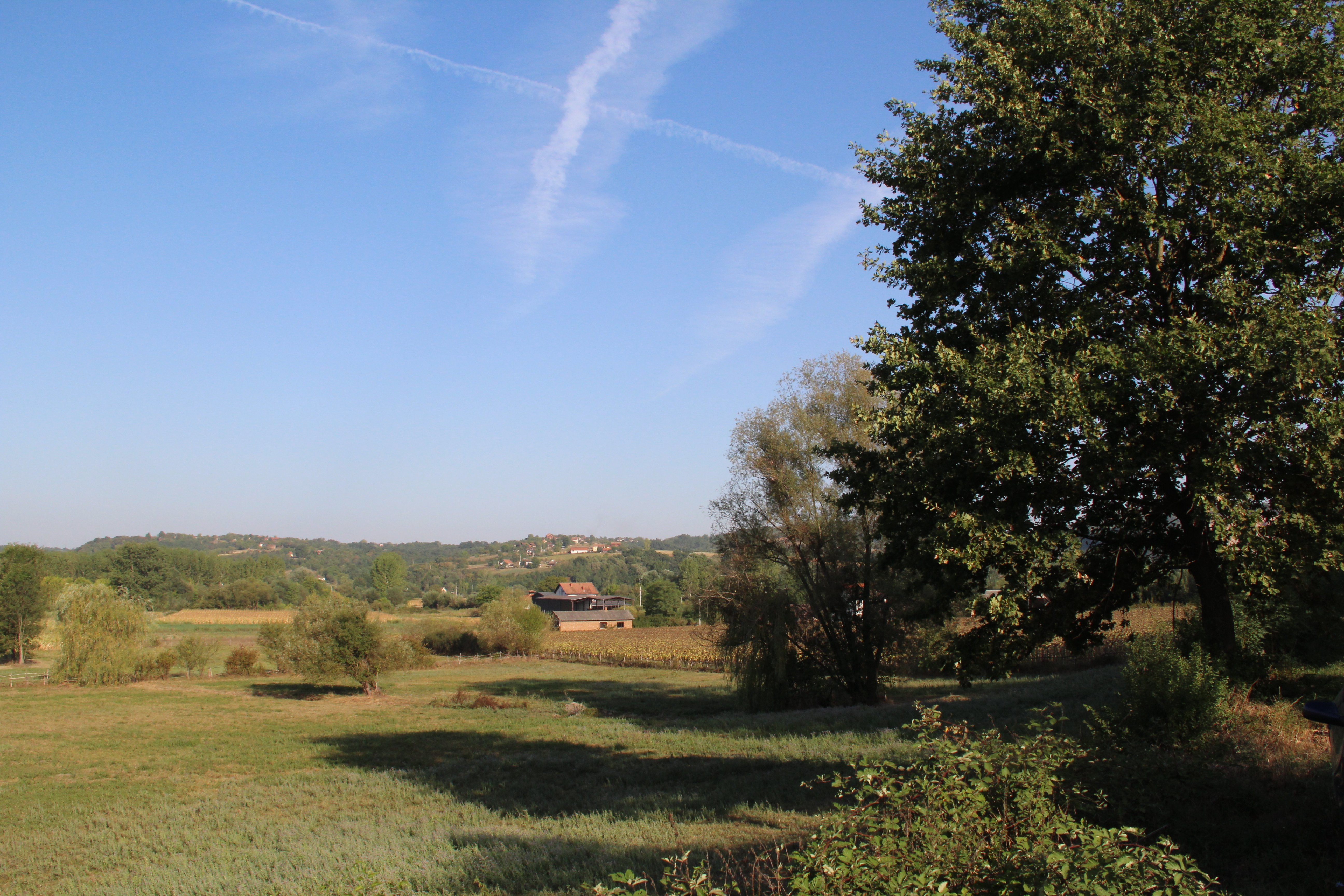
Veselinovac - Panorama
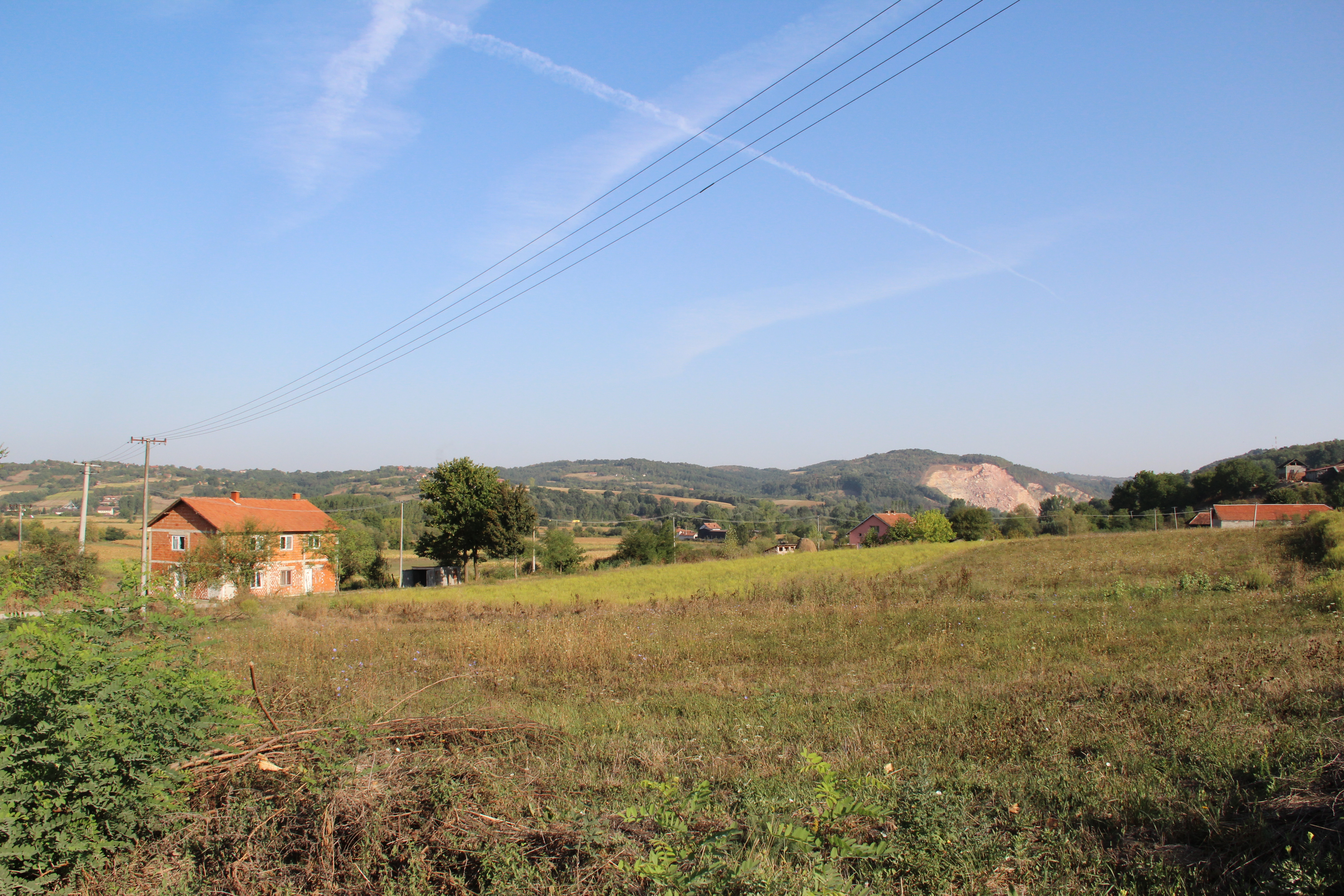
Veselinovac - Panorama
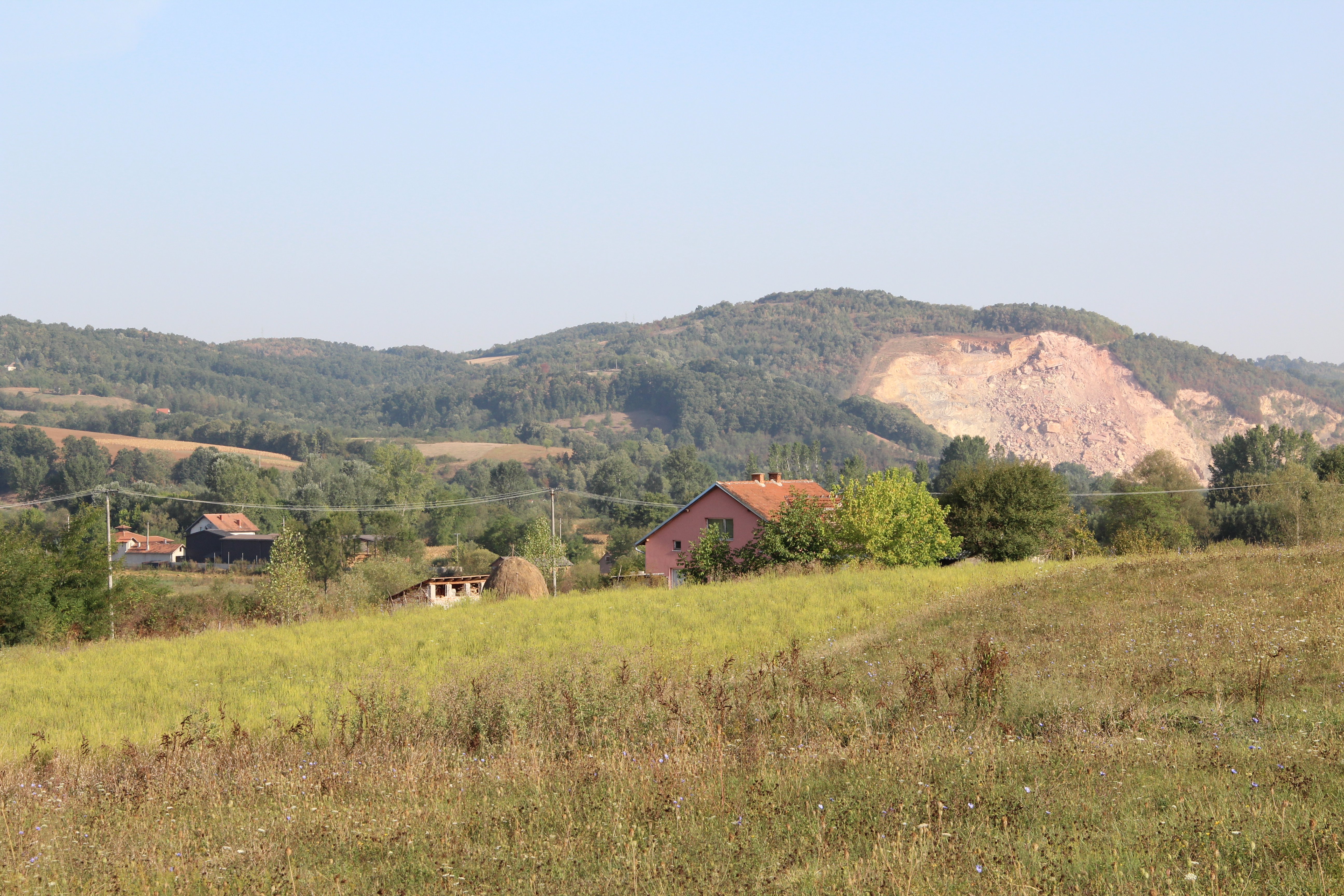
Veselinovac - Panorama
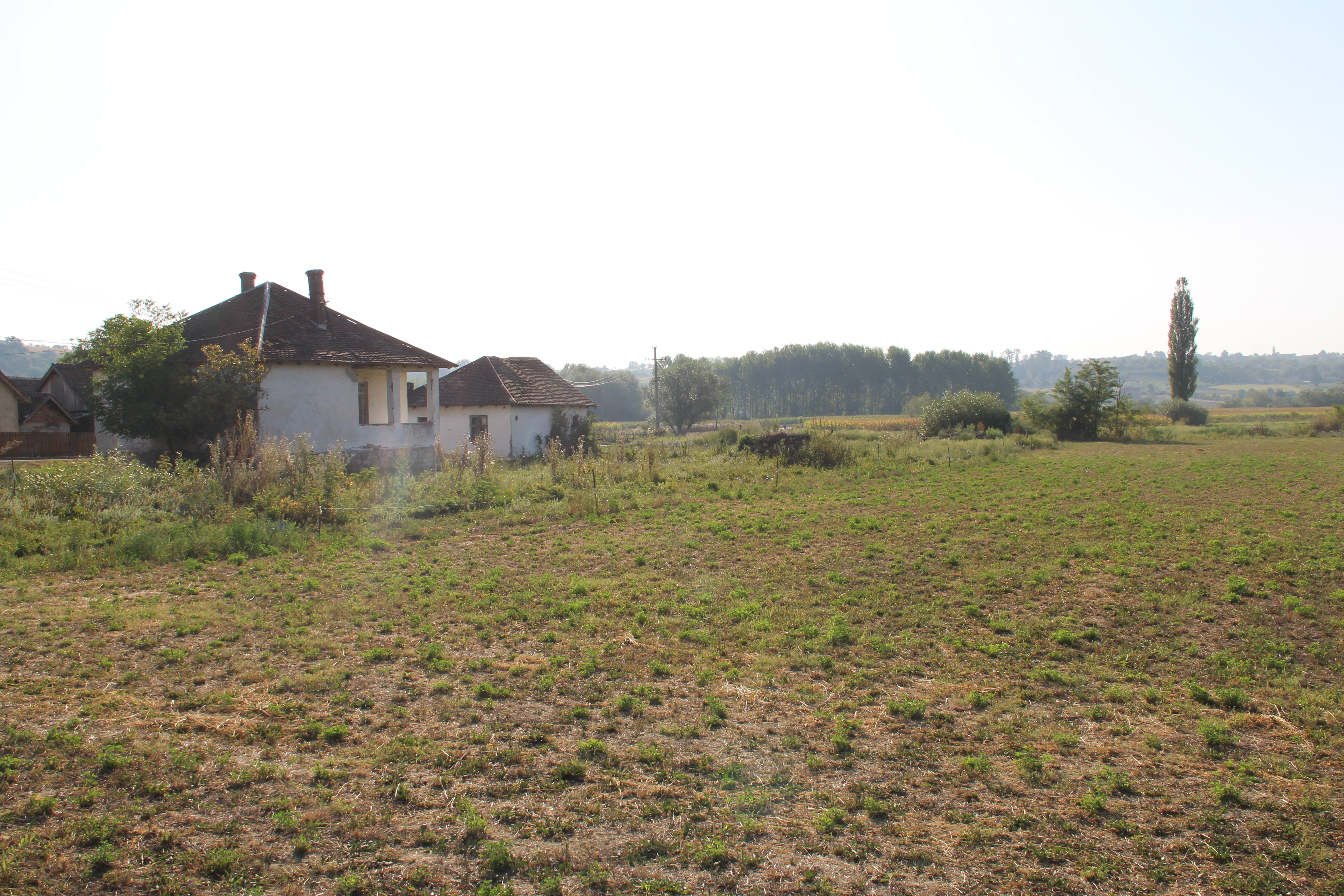
Veselinovac - Panorama
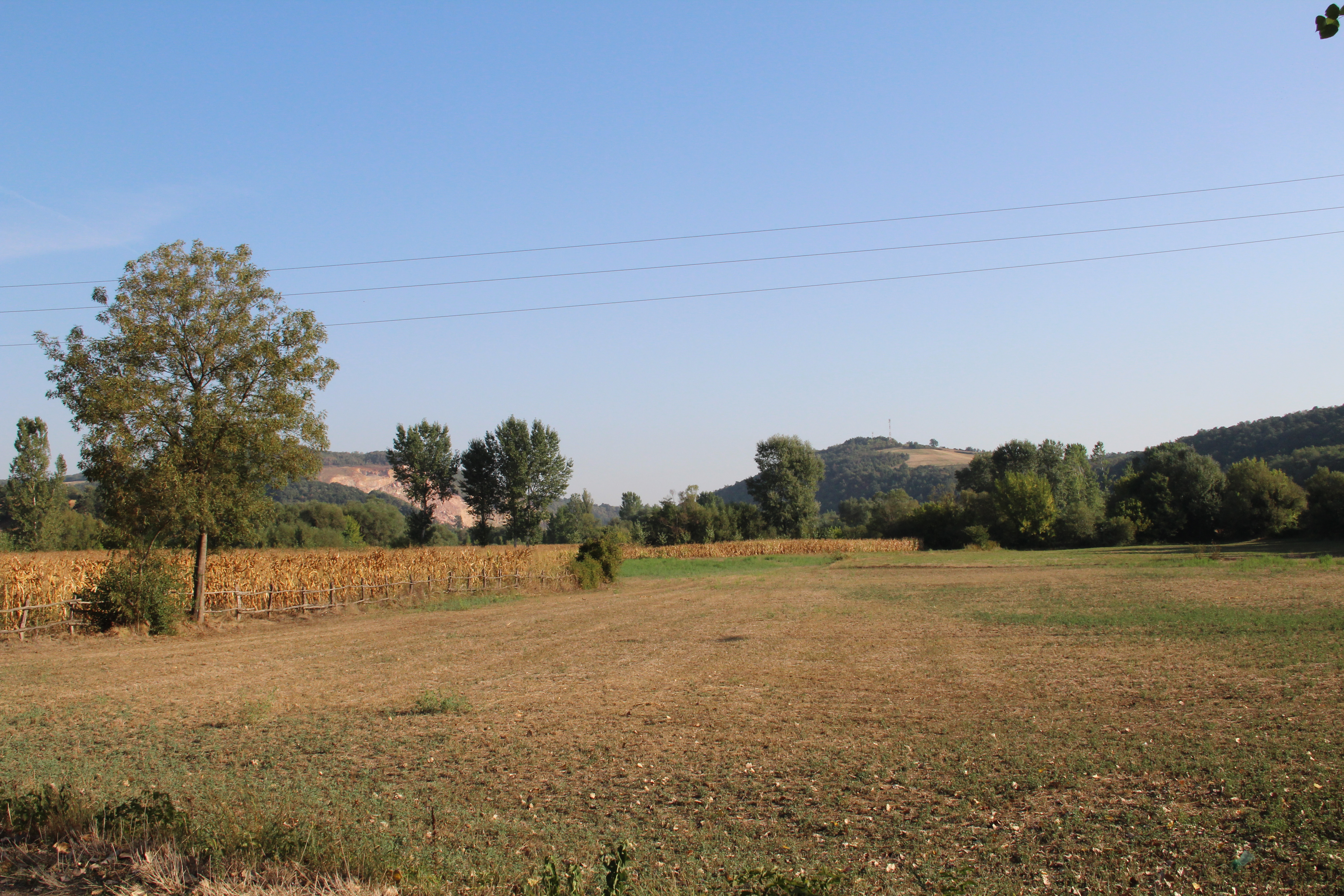
Veselinovac - Panorama